# Victoire de France (1556)
Victoire de France, née le 24 juin 1556 au château de Fontainebleau et morte le 17 août 1556 au château d'Amboise, est la quatrième fille et la neuvième enfant du roi Henri II et de la reine Catherine de Médicis.

## Biographie
Victoire de France naît le 24 juin 1556 avec sœur jumelle, Jeanne. L'accouchement est très difficile pour la reine Catherine de Médicis, et Jeanne meurt le jour même. Victoire est baptisée à la hâte, le jour de sa naissance, ayant pour parrains le cardinal Antonio Carafa, neveu du pape Paul IV et François de Lorraine, duc de Guise. Elle reçoit pour marraines la duchesse Marie II de Saint-Pol et la duchesse Louise de Montpensier. 
La petite princesse meurt deux mois après sa naissance. À la suite de cet événement, la reine décide de ne plus avoir d'enfants.